# 1tトレーラ

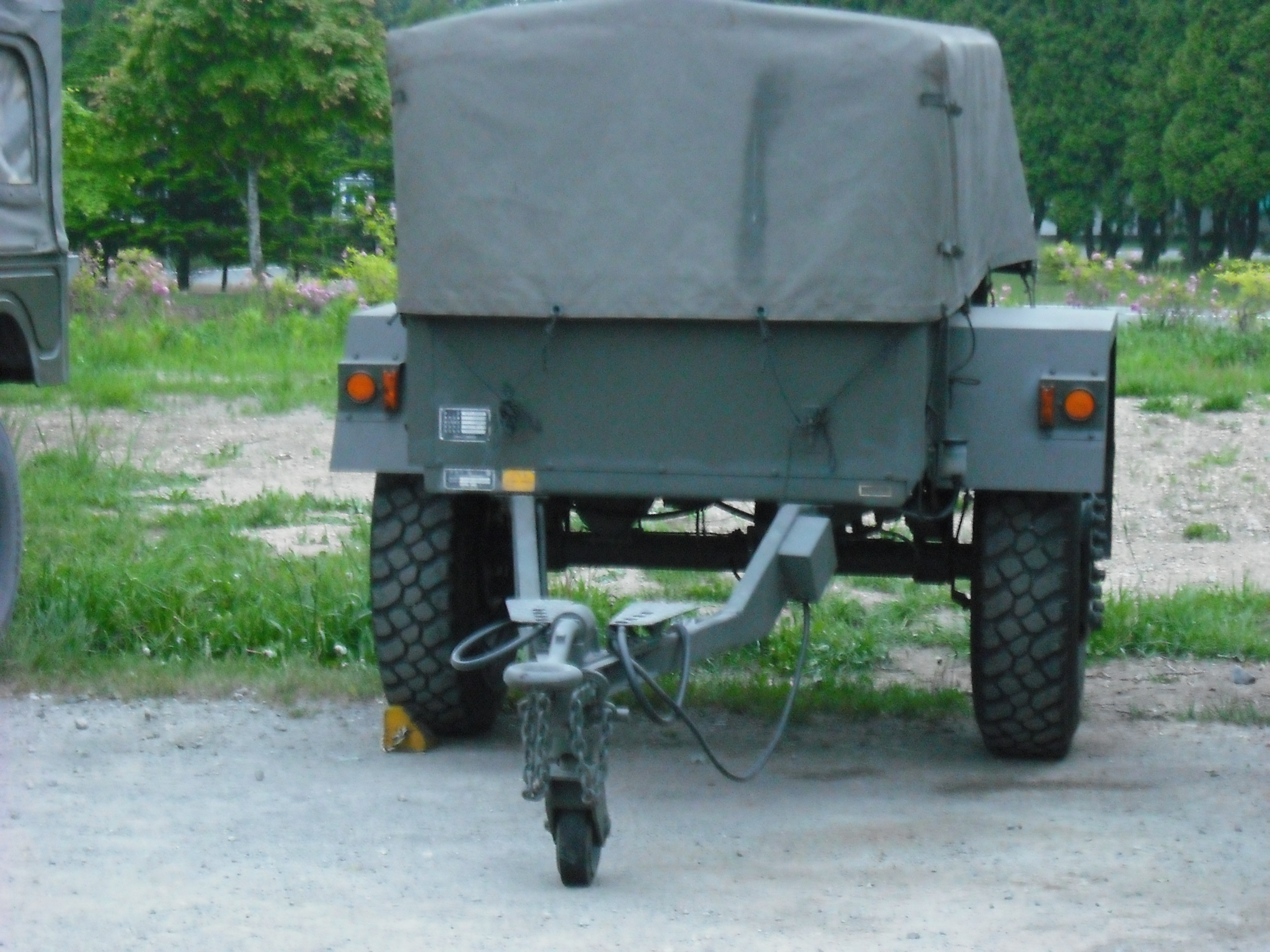
高機動車専用型（改良型）。初期型と違い、この改良型は73式大型トラックの新タイプのタイヤを装着しているのが確認できる。また、車輪はゴムを巻き付けた小型の車輪であることも確認できる

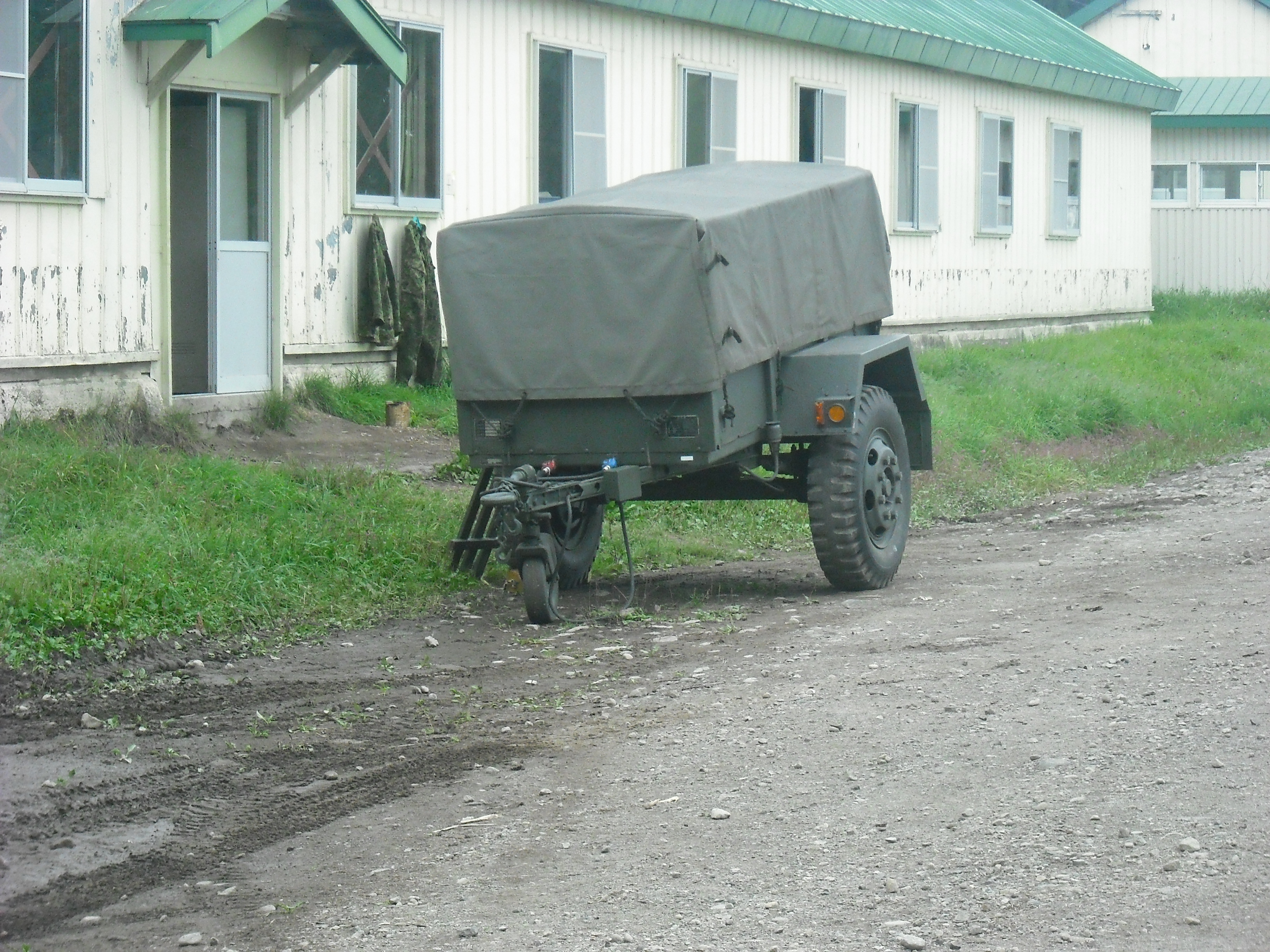
導入当時の姿である初期型、鉄車輪装備で大型・中型による牽引タイプはこちらになる。73式大型トラックの初期が使用するタイヤと共用可能

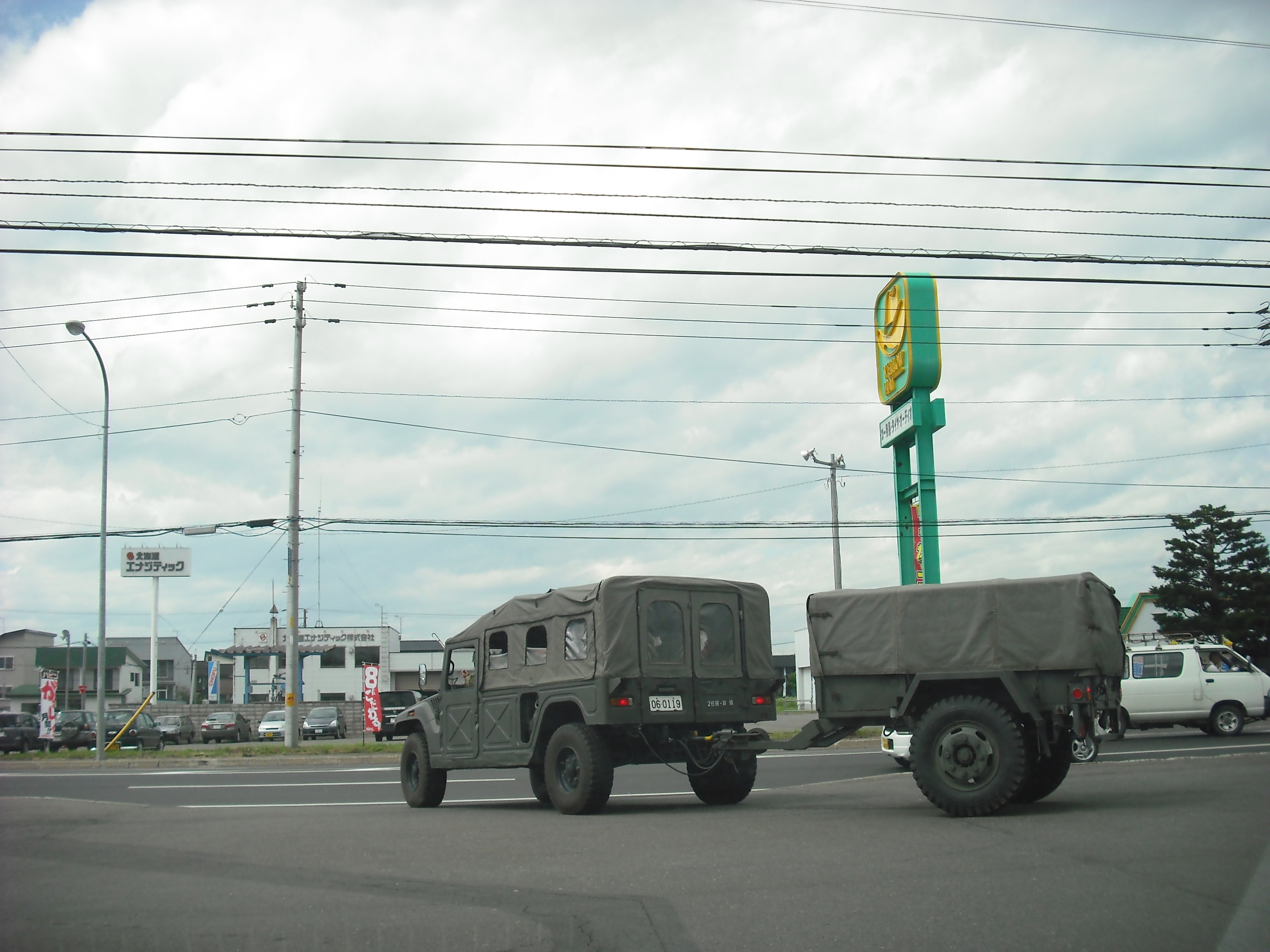
初期型の高機動車と初期に導入された高機動車用トレーラーの組み合わせ、牽引状態の確認

1tトレーラ（いっトントレーラ）は、陸上自衛隊の装備の1つ。主に物資、装備などを運搬する。
なお、高機動車用は通常の1tトレーラと違い4WS対応型であり、牽引装置の関係上高機動車に限定される（牽引状態で後進する際、通常型では見当違いの方向へ進むうえ、牽引装置の関係で無理に牽引すると装置が破損する危険性がある）。

## 諸元
- 自重：950kg
- 最大積載量：1,000kg

### 特徴
- 車両後部に駐車ブレーキを装備。
- 通常型は駐車時用・非牽引時の移動用に鉄製車輪。高機動車専用型はゴムを巻き付けた通常型より一回り小さめの車輪を付けている。
- 牽引時はエアホースを連結する。エアを充填しなければエアブレーキが緩解せず、焼き付く恐れがある（火災発生の事案あり）。
- タイヤは旧型73式大型トラック初期型（SKW-440~441）のタイヤを装着する（供給は「ブリヂストン」「ダンロップ」「ヨコハマ」「トーヨー」各社）。ただし、パンクの際に73式大型トラックのスペアタイヤの装着ができず、タイヤ交換に支障が出ているため、近年製造型は（SKW-462~464）タイプを装着できるようになっているとのこと。
- 高機動車専用型は製造年によって細部が異なる（最近の型は車番毎専用のトレーラーを使用する）。
- 以前はマツダ・ポーターキャブ用の、上下に赤と橙に分割された丸形尾灯が装着されていた。近年導入されている型は三菱ふそう・キャンター用のターンランプとブレーキランプが独立した正方形のランプになっている。ただし、キャンター用と異なり、ブレーキレンズ上に反射板はモールドされていない。

## 牽引用車両
- 高機動車（重迫牽引車などを含む・高機動車専用のみ牽引可能）
- 73式中型トラック
- 73式大型トラック

## 製作
- 日本トレクス株式会社